# 刘宏建
刘宏建（1962年12月—），汉族，四川彭州人，中华人民共和国政治人物，曾于1982年11月加入中国共产党，1983年7月参加工作，工学硕士学位，研究员级高级工程师，1988年毕业于南京航空学院动力工程系航空发动机专业。2007年至2014年担任中共南充市委书记。中共第九届四川省委委员，四川省十一届人大代表。

## 简历
1983年7月取得南京航空学院动力装置控制工程专业工学学士学位；1988年4月取得南京航空学院动力工程系航空发动机专业工学硕士学位；
1988年4月至1993年6月历任航空航天工业部四二O厂产品研究所设计员，办公室秘书、秘书科科长；外贸处副处长；
1993年6月至1996年4月历任中国航空工业总公司四二O厂综合计划处处长，常务副厂长，综合计划处处长兼四二O厂与美国联合技术公司合资项目负责人，副总经济师，厂长助理；1996年4月任成都发动机（集团）有限公司副总经理；
2003年8月任成都市委副书记、成都高新区党工委书记；2003年12月任成都市委副书记、市委企业工委书记；2005年4月任成都市委副书记、市纪委书记、市委企业工委书记；2005年12月任成都市委副书记、市纪委书记；2007年4月任中共成都市委副书记；
2007年6月任中共南充市委书记；2007年7月兼任南充市人大常委会主任。2014年12月卸任；2015年5月21日，南充市人大常委会接受了刘宏建辞去四川省第十二届人大代表职务的请求，依照代表法的有关规定，刘宏建的代表资格终止。
2015年9月，因在2011年发生的南充拉票贿选案中犯有“玩忽职守罪”被判处有期徒刑3年。2015年11月，被确认开除党籍。